# Associação de Futebol da Eslovênia
A Associação de Futebol da Eslovênia (em esloveno: Nogometna zveza Slovenije, NZS) é o órgão que dirige e controla o futebol da Eslovênia, comandando as competições nacionais e a Seleção Eslovena de Futebol. A sede deste órgão está localizada em Kranj.